# Lebanon (Tennessee)
Lebanon è una città ed è il capoluogo della contea di Wilson, Tennessee, Stati Uniti. La popolazione era di 26 190 abitanti al censimento del 2010. Lebanon è situata nel Tennessee centrale, a circa 40 km a est della downtown di Nashville. Lebanon fa parte dell'area metropolitana di Nashville.

## Geografia fisica
Secondo l'Ufficio del censimento degli Stati Uniti, ha una superficie totale di 38,63 mi² (100,05 km²).

## Storia
La città fu incorporata nel 1801, e prese il nome dai biblici cedri del Libano (Cedrus libani). I residenti locali spesso si riferiscono alla città con il soprannome "Cedar City", principalmente in riferimento all'abbondanza di cedri nell'area. La città ospita la Cumberland University, una piccola istituzione privata quadriennale per le arti liberali.

## Società

### Evoluzione demografica
Secondo il censimento del 2010, la popolazione era di 26 190 abitanti.

### Etnie e minoranze straniere
Secondo il censimento del 2010, la composizione etnica della città era formata dall'80,7% di bianchi, il 12,0% di afroamericani, lo 0,3% di nativi americani, l'1,3% di asiatici, lo 0,0% di oceanici, il 3,5% di altre razze, e il 2,2% di due o più razze. Ispanici o latinos di qualunque razza erano il 6,2% della popolazione.

## Infrastrutture e trasporti
La città è collegata a Nashville tramite il servizio ferroviario suburbano Music City Star.